# ژان-پاسکال تریکو
ژان-پاسکال تریکو (انگلیسی: Jean-Pascal Tricoire) (زاده ۱۹۶۳) کارآفرین، بازرگان و مدیر ارشد اجرایی فرانسوی است، که اکنون به‌عنوان مدیر عامل اجرایی شرکت اشنایدر الکتریک فعالیت می‌نماید. وی پیشینه مدیریت در شرکت‌های آلکاتل-لوسنت و شلمبرژه را نیز در کارنامه کاری خود دارد.